# Deprisa Team
El Deprisa Team (Código UCI: DPA) es un equipo ciclista colombiano de categoría amateur. Durante la temporada 2019 hizo parte de la categoría Continental con licencia boliviana.

## Historia
El equipo inició en el año 2017 en Colombia bajo el patrocinio de la empresa privada, con el fin de dar la oportunidad a ciclistas jóvenes y de élite para participar en competencias departamentales y nacionales del calendario de ciclismo colombiano. Durante los dos primeros años, el equipo ha buscado fortalecer el valor del deporte como fuente de inspiración y educación para la juventud, y engrandecer el orgullo de país que en los últimos años ha dado el ciclismo colombiano.
Desde el año 2019 el equipo subió a la categoría Continental pero con licencia del país suramericano de Bolivia, sin embargo, el equipo continua corriendo el calendario de ciclismo colombiano como lo es el Tour Colombia, la Vuelta a Colombia y el Clásico RCN.
Desde la temporada 2020 el equipo descendió nuevamente a la categoría amateur para correr las carreras del calendario nacional colombiano.

## Material ciclista
El equipo utiliza bicicletas Specialized y componentes Shimano.

## Clasificaciones UCI
Las clasificaciones del equipo y de su ciclista más destacado son las siguientes:

### UCI America Tour
| Temporada | Clasificación por equipos | Mejor corredor | Posición |
| 2019      |                           |                |          |

## Palmarés
Para años anteriores véase: Palmarés del Deprisa Team.

### Palmarés 2019

#### Circuitos Continentales UCI
| Fechas     | Circuito              | Carreras                                      | Ganador        |
| 3 de marzo | UCI America Tour 2019 | 7.ª etapa de la Vuelta Independencia Nacional | Sebastián Caro |

## Plantillas
Para años anteriores, véase Plantillas del Deprisa Team

### Plantilla 2019
| Integrantes del equipo 2019 | Integrantes del equipo 2019 | Integrantes del equipo 2019             | Integrantes del equipo 2019 |
| Corredor                    | Fecha de nacimiento         | Equipo previo                           |                             |
| --------------------------- | --------------------------- | --------------------------------------- | --------------------------- |
| Iván Alaka                  | 27 de julio de 1999         |                                         |                             |
| Heimarhanz Ariza            | 11 de noviembre de 1997     | Bicicletas Strongman Coldeportes (2018) |                             |
| Sebastián Caro              | 21 de septiembre de 1991    |                                         |                             |
| Steven Cuesta               | 4 de marzo de 1995          | Hainan Jilun (2017)                     |                             |
| Ángel Hoyos                 | 25 de marzo de 2000         |                                         |                             |
| Gustavo Olmos               | 13 de octubre de 1998       |                                         |                             |
| Wilmar Jahir Pérez          | 8 de noviembre de 1986      | Team Sapura Cycling (2017)              |                             |
| Albeiro Rabón               | 16 de septiembre de 1992    |                                         |                             |
| Bacilio Ramos               | 25 de agosto de 1989        | Bolivia (2017)                          |                             |
| Yheyson Ramos               | 11 de enero de 2000         |                                         |                             |
| Wilber Rodríguez            | 10 de febrero de 2000       |                                         |                             |
|                             |                             |                                         |                             |
| Fuente: ProCyclingStats     |                             |                                         |                             |